# Марков, Андрей Павлович
Андрей Павлович Марков (род. 30 июня 1972, Белгород, РСФСР, СССР) — российский государственный и политический деятель, депутат Государственной Думы VII созыва, член фракции «Единая Россия», член комитета Госдумы по федеративному устройству и вопросам местного самоуправления.
Из-за нарушения территориальной целостности и независимости Украины во время российско-украинской войны находится под персональными международными санкциями всех стран Европейского союза, Великобритании, США и ряда других стран.

## Биография
В 1994 году получил высшее образование на историческом факультете Воронежского государственного университета, окончил военную кафедру Воронежского государственного университета. В 1995 году прошёл переподготовку в Институте переподготовки и повышения квалификации сотрудников ФСБ. В 2006 году окончил аспирантуру и защитил диссертацию, получил учёную степень кандидата политических наук в Академии ФСБ России. С 1994 по 2009 год служил в российских органах государственной безопасности, уволен в запас в звании подполковника.
В 2009 году принят на должность Руководителя управления экспертной и контрольной работы правительства Воронежской области. В 2012 году перешёл в аппарат губернатора и правительства Воронежской области на должность первого заместителя руководителя аппарата, до 2014 года совмещал работу первого заместителя руководителя аппарата с руководством управления региональной политики.
В сентябре 2016 баллотировался от «Единой России» в Госдуму, по итогам выборов избран депутатом Государственной Думы VII созыва по одномандатному избирательному округу № 90.

## Законотворческая деятельность
С 2016 по 2019 год, в течение исполнения полномочий депутата Государственной Думы VII созыва, выступил соавтором 50 законодательных инициатив и поправок к проектам федеральных законов.

## Международные санкции
23 февраля 2022 года внесён в санкционные списки стран Евросоюза за действия и политику, которые подрывают территориальную целостность, суверенитет и независимость Украины и еще больше дестабилизируют Украину.
24 февраля 2022 года включён в санкционный список Канады «близких соратников режима» за голосование о признании независимости «так называемых республик в Донецке и Луганске».
24 марта 2022 года, на фоне вторжения России на Украину, включён в санкционный список США за «соучастие в войне Путина» и «поддержку усилий Кремля по вторжению в Украину», Госдеп США заявил что депутаты Госдумы используют свои полномочия для преследования инакомыслящих и политических оппонентов, нарушают свободу информации, ограничивают права человека и основные свободы граждан России.
Позднее, по аналогичным основаниям, включён в санкционные списки Великобритании, Швейцарии, Австралии, Японии, Украины и Новой Зеландии.